# نهائي دوري أبطال إفريقيا 1999
نهائي دوري أبطال أفريقيا 1999 هي المباراة النهائية للنسخة 35 من دوري أبطال أفريقيا والثالثة بالنسخة الجديدة .
وتوج بها الرجاء المغربي على حساب الترجي التونسي .

## الفرق
| الفريق | مشاركة سابقة (الخط الغليظ يشير إلى بطل تلك النسخة) |
| ------ | -------------------------------------------------- |
| الرجاء | 2 (1989 ، 1997)                                    |
| الترجي | 1 (1994)                                           |

## النهائي
| الرجاء | 0–0   | الترجي |
| ------ | ----- | ------ |
|        | تقرير |        |

| الترجي        | 0–0   | الرجاء |
| ------------- | ----- | ------ |
|               | تقرير |        |
| ركلات الترجيح |       |        |
|               | 3–4   |        |